# Antonio Winspeare, duca di Salve
Antonio Winspeare, all'anagrafe "Antonio Davide" noto come il duca di Salve per distinguerlo dal cugino omonimo (Napoli, 20 ottobre 1822 – Depressa, dicembre 1918), è stato un politico italiano.

## Biografia
Appartenente alla famiglia anglo-napoletana dei Winspeare, nel 1848 partecipò all'insurrezione antiborbonica; ottenne da Garibaldi la direzione della Zecca.
Fu prefetto di Lecce per un breve periodo e sindaco di Napoli per un solo anno (1876). Sposò nel 1869 Emma Gallone (1822 - 1883), duchessa di Salve, da cui il titolo e i beni in Terra d'Otranto e in Napoli. La coppia non ebbe discendenti.
Visse al Vomero, in Villa Salve e fu ascritto quale fratello del Real Monte e Arciconfraternita di San Giuseppe dell'Opera di Vestire i Nudi, istituzione benefica e gentilizia di Napoli, giungendo alla carica apicale di Sopraintendente nel 1884.